# Вільям Сміт (лексикограф)
Вільям Сміт (англ. William Smith; 20 травня 1813, Лондон – 7 жовтня 1893, Лондон) — англійський лексикограф, педагог, письменник, мовознавець, укладач «Словника грецьких і римських старожитностей».

## Життєпис
Народився  20 травня 1813 року в Лондоні на Вотлінґ-стріт (за іншими даними — у Енфілді) у родині конгрегаціоналістів. Батько, Вільям Сміт, походить з Енфілда графства Міддлсекс. Майбутній мовознавець був старшим сином у родині. Молодший брат Вільяма — Філіп Сміт, фахівець у галузі стародавньої історії.
Насамперед Вільям Сміт готувався стати фахівцем із теології, але згодом, обрав професію правознавця та влаштувався на роботу стажистом соліситором. Вільний час присвячував вивченню грецької та римської античностей, проводив перші літературні дослідження. Матір Вільяма, через релігійні переконання, заборонила йому навчатись у Кембриджському університеті, тому Сміт вступив до Університетського коледжу Лондона. Там він отримав свої перші відзнаки за відмінні знання грецької та латинської культур.
Для того, щоб отримати право займатися адвокатською діяльністю 8 травня 1830 року Вільям Сміт поступив до юридичного товариства «Грейс-Інн» (англ. The Honourable Society of Gray's Inn). Згодом залишив навчання заради Шкільного університетського коледжу (англ. University College School) у Хампстеді. Там Вільям Сміт здобув ступінь магістра під керівництвом Томаса Кея (англ. Thomas Hewitt Key), який допоміг йому отримати знання з класичної граматики й літературознавства.
1834 року одружився з Мері, донькою Джеймса Крампа з Бірмінгема.
1843 року Вільям Сміт працює викладачем коледжу Хомертон. 1850 року, після об′єднання коледжів Хайбері, Хомертон і Ковард у Нью-Коледж, Вільям Сміт займає посаду професора грецької та латинської мови й літератури. 1853–1869 роках працює екзаменатором із клясичної античності в Лондонському університеті. Після відставки Вільяма Сміта обрано членом сенату Університету. 1857 року він став членом комітету, а 11 березня 1869 року — секретарем (англ. registrar) Королівського літературного фонду. Від 1875 року — член Королівської комісії з питань авторського права (англ. Royal Comission on Copyright).
Вільям Сміт отримав звання почесного доктора цивільного права Оксфордського (1870) і Дублінского (1890) університетів, а також почесного доктора з права Університету Глазго й почесного доктора філософії Лейпцизького університету.  1892 року отримав звання лицаря-бакалавра.
Від 1867 року й до смерті Вільям Сміт — головний редактор журналу торі «Quarterly Review». 
Вільям Сміт помер 7 жовтня 1893 року в Лондоні.

## Творча діяльність
Перші статті Вільяма Сміта були надруковані в англійському енциклопедичному виданні «Циклопедія Пенні для розповсюдження корисних знань» (англ. The Penny Cyclopædia of the Society for the Diffusion of Useful Knowledge). Вільям також редагував твори Публія Тацита, «Апологію Сократа» та інші праці Платона.
Згодом Вільям Сміт працює над упорядкуванням словників. Першою його працею було видання 1842 року «Словник грецьких і римських старожитностей» (англ. «Dictionary of Greek and Roman Antiquities»). Надалі надруковано — «Словник грецької та римської біографії й міфології» (англ. «Dictionary of Greek and Roman Biography and Mythology»; 1849) і «Словник грецької та римської географії» (англ. «Dictionary of Greek and Roman Geography»; 1857).  
1850 року Сміт працював над створенням шкільних словників. 1853 року спільно з Джоном Мюрреєм започаткував серію «Початок» (англ. Principia) для шкільного курсу з грецької та латинської мов. Згодом вийшла серія «Посібники для студентів з історії та літератури» (англ. Student's Manuals of History and Literature). 1854 року окремим виданням вийшла книга Вільяма Сміта «Греція для студентів» (англ. Student's Greece) з цієї ж серії.
Вагомі його праці присвячені питанням еклезіології. Це такі книги як «Біблійний словник» (англ. «Dictionary of the Bible»; 1860–1865), «Словник християнських старожитностей» (англ. «Dictionary of Christian Antiquities»; 1875–1880), у співпраці з архідияконом Самійлем Чітхемом; «Словник християнських біографій, літератури, сект і доктрин» (англ. «Dictionary of Christian Biography, Literature, Sects, and Doctrines»; 1877–1887) у співавторстві з Генрі Вейсом. 1875 року спільно з Джорджем Гроувом надруковано «Атлас стародавньої географії» (англ. Atlas of ancient geography). 1854–1855 роках вийшла друком анотована редакція книг Едварда Гіббона зі тлумаченнями Франсуа Гізо й Генрі Мілмана.
1843 року Вільям Сміт працює викладачем коледжу Хомертон. 1850 року, після об′єднання коледжів Хайбері, Хомертон і Ковард у Нью-Коледж, Вільям Сміт займає посаду професора грецької та латинської мови й літератури. 1853–1869 роках працює екзаменатором із класичної античності в Лондонському університеті. Після відставки Вільяма Сміта обрано членом сенату Університету.  1857 року він став членом комітету, а 11 березня 1869 року — секретарем (англ. registrar) Королівського літературного фонду. Від 1875 року — член Королівської комісії з питань авторського права (англ. Royal Comission on Copyright).
Вільям Сміт отримав звання почесного доктора цивільного права Оксфордського (1870) і Дублінского (1890) університетів, а також почесного доктора з права Університету Глазго й почесного доктора філософії Лейпцизького університету.  1892 року отримав звання лицаря-бакалавра.
Від 1867 року й до смерті Вільям Сміт — головний редактор журналу торі «Quarterly Review». 
Вільям Сміт помер 7 жовтня 1893 року в Лондоні.